# Исус Навин
Исус Навин или Јошуа (хебр. יְהוֹשֻׁעַ, арап. يشع بن نون, у преводу Библије на српски, Исус Навин), је у Библији био вођа јеврејског народа после смрти Мојсија. Једини он и Халев  дочекали да уђу у Обећану земљу од неколико стотина хиљада Јевреја, који су са Мојсијем изашли из Мисира. 
О њему се говори у књигама Излазак, Бројеви и Књига Исуса Навина. Према Библији, носио је име Осија, и био је син Нунов, из племена Ефрајимова, али га је Мојсије назвао Јошуа / Исус (Навин) и то је име по којем је познат. Рођен је у Египту пре егзодуса, вероватно исте година као и Халев.
Он је био један од дванаест ухода Израиља које је послао Мојсије да истражују Ханан. После смрти Мојсија, он је повео Израиљска племена у освајање Ханана. 
Муслимани, такође, поштују Јошуу. Шиити верују да је један од пророка имама.
Према библијском предању, живео је укупно 110 година.

## Етимологија имена
Енглеско име „Јошуа“ је превод хебрејског језика Јехошуа, који се у хришћанској теологији тумачи као „Јахве је спасење“. Ово захтева другачију вокализацију компоненте другог имена, читајући је као повезано са Ошијом—име коришћено у Тори пре него што је Мојсије додао божанско име. Савремена лингвистичка анализа имена је, међутим, „Јахве је господар“.
„Исус“ је енглеска изведеница грчке транслитерације речи „Јехошуа“ преко латинице. У Септуагинти, сви примери речи „Јехошуа“ су преведени као „Ιησους“ (Јесус), најближи грчки изговор арамејског: ישוע Јешуа. Дакле, у модерном грчком, назива се „Исус син Наје“ (του Ναυη) да би се разликовао од Исуса. Ово важи и за неке словенске језике који прате православну традицију (нпр. „Иисус Навин“, Иисус Навин, на бугарском, српском и руском, али не и на чешком).

## Библијски наратив

### Исус Навин у Мојсијевој  Књизи Изласка
Исус Навин је био један од главних личности у догађајима 2.књиге Мојсијеве -Излазак Мојсије га је одабрао да командује групом ратника за њихову прву битку након изласка из Египта, против Амалечана у Рефидиму, у којој су Јевреји уз Божију помоћ победили.
Касније је пратио Мојсија до горе Синај , где се Мојсије попео да би разговарао са Богом и примио Десет Божијих заповести. Исус Навин је био са Мојсијем, када је сишао са планине, чуо прославу Израелаца око Златног телета и разбио плоче на којима су биле Десет Божијих заповести. Такође с обзиром да је Мојсије могао да разговара са Богом у шатору од састанка ван логора, Исус Навин је виђен као чувар шатора („шатора од састанка“) када се Мојсије вратио у израелски логор. Међутим, када се Мојсије вратио на планину Синај да поново прими плоче са десет заповести, Исус Навин није био присутан, јер библијски текст каже „нико неће доћи с тобом“.
Касније се Исус Навин помиње као један од дванаест шпијуна које је Мојсије послао да истраже и извештавају о Обећаној земљи- земљи хананској, Само су он и Халев дали Јеврејима охрабрујући извештај, да је земљу могуће освојити уздајући се у Бога. Награда за то је била да су само ова двојица од целокупне генерације доживели да уђу у  Обећану земљу.

### Исус Навин у књизи Исуса Навина
Према Књизи Исуса Навина 1:1, Бог је именовао Исуса Навина да наследи Мојсија као вођу Израелаца и обећао му  непобедивост током његовог живота. Први део књиге Исуса Навина покрива период када је он водио освајање Ханана.
На реци Јордан при уласку у Обећану земљу хананску вода се раздвојила, као што ју је Бог раздвојио  на Црвеном мору приликом проласка Мојсија са народом. Прва битка после преласка Јордана била је битка код Јерихона, у којој им је Бог дао величанствену победу, јер је цео напад урађен тачно како им је Бог заповедио. Исус Навин је предводио војску у уништењу града Јерихона, а затим је послао део војске на Ај, мали суседни град на западу. Међутим, Изареалци су поражени, изгубивши у борби тридесет и шест људи. Након испитивања у свим племенима, Исус Навину је Ахан из племена Јудина признао да је узео „проклете ствари“ из Јерихона, а што им је Бог строго заповедио да не раде. Како би се Исус Навин искупио због непослушности Јевреја,  Ахан са његовом породицом и целим иметком у присуству целог народа би изведен у долину која се по њему касније назва Ахор, где је каменован. Бог тада даде знак Исусу Навину да освоји Ај.
Израелци су се суочили са савезом пет аморејских краљева из Јерусалима, Хеброна, Јармука, Лахиша и Еглона.  Бог подари Изреалцима велику победу у којој је, док су гонили непријатеље, бацио огромну количину камења са неба, које је побило више Аморејаца него сами Јевреји. Гонивши непријатеље Исус Навин  у Гаваону, замолио Бога (Јахвеа) да заустави сунце и месец, како би се могли осветити непријатељима. Према тексту, сунце је стало насред неба и одложило залазак за цео дан. Овај догађај је најзначајнији јер „није било дана као што је био ни пре ни после, када је Господ послушао глас човечији, јер се Господ борио за Израиљ“.  Од тада па надаље, Исус Навин је могао да доведе Израелце до неколико победа, обезбеђујући им већи део хананске земље. Председавао је израелским скуповима у Гилгалу и Силому који су доделили земљу израелским племенима, а Израелци су га наградили јефремским градом Тимнат-Херес или Тимнат-Серах, где се настанио.

### Смрт
Када је био „стар и у годинама“, Исус Навин је сазвао старешине и поглаваре Израелаца и подсетио их да се не мешају са страроседелачким становништвом, јер би то могло да их наведе на неверност Богу. На општем сабору кланова у Сихему, опростио се од народа, опоменувши их да буду одани свом Богу, који се тако моћно манифестовао усред њих. Као сведок њиховог обећања да ће служити Богу, Исус Навин је поставио велики камен испод храста поред Божјег светилишта. Убрзо потом је умро, у доби од 110 година, и сахрањен је у Тимнат-Хересу, у брдовитом подручју Јефрема, северно од планине Гаш.

## Погледи

### У хришћанству
Већина модерних превода Новог завета преводи Посланицу Јеврејима 4:8–10, да препознају Исуса Христоса као бољег Исуса Навину, јер као што је Исус Навин одвео Израел у остатак Обећане земље Хананске,  Исус Христос води Божји народ у „Божије царство“. Међу раним црквеним оцима, Исус Навин се сматра прасликом Исуса Христа.
На причу о Исусу Навину и хананским краљевима се такође алудира у 2. Мекавејској књизи која је касније приодата као канонска књига Старог завета у православној и католичкој цркви. 

### У исламу
Јушу (арапски: يوشع بن نون, Јушаʿ ибн Нун) се не помиње по имену у Курану, али се његово име појављује у другој исламској литератури. У куранском извештају о освајању Ханана, Јушу и Халев се помињу, али не именују, као двојица "људи који се боје Алаха", којима је Алах "дао своју милост".
| „                                                        | Рекли су: "Мојсије, у овој земљи постоји страшни народ. Нећемо ићи тамо док они не оду. Ако они оду, онда ћемо ми ући." Ипак, два човека које је Бог благословио међу онима који су се плашили рекоше: „Уђите к њима кроз врата и када уђете победићете их. Ако сте прави верници, уздајте се у Бога. | ” |
| — — Кур'ан, сура 5 (Ал-Ма'ида), ајет 22–23, превод Халим | |   |

Неки класични научници су Исуса Навина сматрали пророчким наследником Мојсија (موسى). Ал-Табари у својој Историји пророка и краљева наводи да је Исус Навин био један од дванаест шпијуна, а муслимански научници верују да су се поменула два шпијуна верници, у Курану су то Исус Навин и Халев. Јушу је био изузетан међу Израелцима, јер је био један од ретких верних следбеника Алаха.

### У јудаизму
Према Талмуду, Исус Навин је у својој књизи набројао само оне градове на граници.

## Галерија
- Колекција Motais de Narbonne, Исус Навин зауставља курс Сунца.
- Библијски буквар, Стари завет, за употребу у основном одељењу недељних школа (1919).
- Звање Исуса Навина (детаљ).
- 'Принц војске Господње' Исус Навин у Јерихону (Исус Навин 5:13).
- Исус Навин и Израелци, катедрала Сан Жил.